# Hyporthodus septemfasciatus
Hyporthodus septemfasciatus là một loài cá biển thuộc chi Hyporthodus trong họ Cá mú. Loài này được mô tả lần đầu tiên vào năm 1793.

## Phân bố và môi trường sống
H. septemfasciatus có phạm vi phân bố giới hạn ở Tây Bắc Thái Bình Dương. Loài này được tìm thấy từ Hàn Quốc và phía nam Nhật Bản, trải rộng sang phía đông Trung Quốc, xuống đảo Đài Loan và Hồng Kông. Những ghi nhận về sự có mặt của H. septemfasciatus ở các khu vực khác của Thái Bình Dương và Ấn Độ Dương (chủ yếu ở phía nam) có lẽ là do nhầm lẫn với loài Hyporthodus octofasciatus. H. septemfasciatus sống xung quanh các rạn san hô ở độ sâu khoảng từ 5 đến 30 m.

## Mô tả
H. septemfasciatus trưởng thành có chiều dài cơ thể lớn nhất đo được là 155 cm, nhưng nhìn chung các cá thể đánh bắt được có chiều dài không vượt quá 100 cm. Cơ thể hình bầu dục, màu nâu da bò với các dải sọc sẫm màu. Dải cuối cùng bao phủ hầu hết các cuống đuôi. Có 3 dải màu nhạt trên vây lưng mềm. Tia vây bụng màu nâu đen. Vây bụng, ngoại biên của vây lưng mềm và vây hậu môn màu nâu đen.
Số gai ở vây lưng: 11; Số tia vây mềm ở vây lưng: 14 - 15; Số gai ở vây hậu môn: 3; Số tia vây mềm ở vây hậu môn: 9; Số gai ở vây bụng: 1; Số tia vây mềm ở vây bụng: 5.